# 樊尚燝
樊尚燝（1587年—？），字明卿，号鍾阳，江西進賢縣人。明朝政治人物，萬曆丙辰進士，崇禎時官至河南巡撫。

## 生平
萬曆四十四年（1616年）丙辰科進士，授湖廣德安府應城縣知縣，調江夏縣。天啓二年（1622年），擢为山西道御史，天啟三年（1623年）十一月奉命两淮巡盐，五年丁忧归。七年以忤魏忠贤，被诬贪赃削籍罷職家居。
崇禎元年（1628年）四月復官。五月起補雲南道御史。崇禎二年（1629年）三月以掌道御史参与会审钱谦益受贿案。崇禎三年（1630年）二月，為太僕寺添注少卿。崇禎四年（1631年）十一月，以都察院右僉都御史廵撫河南。崇禎五年（1632年）十月，流賊攻犯武陟、清化、濟源，懷慶府及河内縣境大口柳樹等口俱不守，遊擊黃龍戰死。崇禎皇帝讓樊尚燝戴罪自贖。崇禎六年正月，罷為太常寺少卿，二月以玄默代之。

## 家族
曾祖樊以口。祖樊一復。父樊應乾。母萬氏。